# Intervisiesongfestival 2008
Het Intervisiesongfestival 2008 was de vijfde editie van het liedjesfestival. En ook het eerste festival sinds 1980. Het wordt gehouden in de Russische plaats Sotsji. Het was de eerste keer dat er een ander land buiten Polen het festival organiseerde.

## Format

### Opbouw
Na het Intervisiesongfestival 1980 werd het format in 2008 drastisch aangepast. Het format, dat altijd had geleken op het Eurovisiesongfestival, veranderde naar een format zoals New Wave en de Slavjanski Bazaar met meerdere wedstrijddagen. 
Het festival in 2008 bestond uit drie wedstrijddagen waarbij de deelnemers telkens een verschillend lied moesten zingen. Het publiek thuis uit de deelnemende landen konden door middel van bellen en sms'en de winnaar bepalen. Hierbij werd er rekening gehouden met de grootte van het land en het inwoneraantal. Hierdoor kon men per land de punten 1 tot en met 10 verdelen onder de deelnemende landen. Deelnemer met de meeste stemmen in een deelnemend land kreeg 10 punten en de deelnemer met het minst aantal stemmen kreeg 1 punt. De punten werden pas de dag nadat de stemronde had plaatsgevonden bekendgemaakt. Na afloop van de drie dagen werden de behaalde punten bij elkaar opgeteld. Op de vierde dag van het festival werd de winnaar van de Grand Prix bekendgemaakt tijdens een gala-avond met optredens van artiesten uit alle deelnemende landen.

### Thema's
Elke dag werd gekenmerkt door een bepaald thema, waaraan de deelnemers aan het festival zich moesten houden. Tijdens de eerste dag moesten alle liedjes een origineel zijn en niet eerder uitgebracht of gezongen. Deze liedjes mochten in het Russisch of de landstaal van het deelnemende land gezongen worden. Tijdens de tweede dag waren alle deelnemers verplicht om in het Russisch te zingen. Het liedje moest daarbij een hit zijn geweest tussen 1970 en 1980. Op de derde dag moest het liedje een wereldhit zijn geweest. De taalkeuze was vrij, alleen het liedje moest wel gezongen worden in de taal waarin het liedje oorspronkelijk was uitgebracht. 

### Jury
Een elfkoppige jury van één jurylid uit één deelnemend land gaf tijdens de wedstrijddagen ook steeds punten. De winnaar van deze puntentelling kreeg uiteindelijk een speciale prijs uitgereikt. 

#### Juryleden
- Rusland - Iosif Kobzon (voorzitter)
- Kazachstan - Eroelan Kanaljanov
- Oekraïne - Jan Tabatsjnik
- Wit-Rusland - Aleksandr Tichanovitsj
- Moldavië - Nelly Ciobanu
- Letland - Ivars Kalniņš
- Armenië - Robert Amirchanjan
- Azerbeidzjan - Polad Bülbüloğlu
- Turkmenistan - Rovshen Nelesov
- Tadzjikistan - Kudratullo Khikmatov
- Kirgizië - Aktan Isabajev

## Uitslag

### Totale uitslag
| Plaats | Land         | Artiest                 | Punten |
| ------ | ------------ | ----------------------- | ------ |
| 1      | Tadzjikistan | Tachmina Niazova        | 216    |
| 2      | Rusland      | Kvatro                  | 215    |
| 3      | Armenië      | Razmik Amjan            | 199    |
| 4      | Kirgizië     | Goelzinat Soerantsjieva | 195    |
| 5      | Kazachstan   | Almas Kisjkenbajev      | 189    |
| 6      | Oekraïne     | Olasnye svjazi          | 174    |
| 7      | Wit-Rusland  | The Champions           | 153    |
| 8      | Azerbeidzjan | Seyran                  | 150    |
| 9      | Letland      | Amber                   | 142    |
| 10     | Turkmenistan | Lachin Mammedova        | 141    |
| 11     | Moldavië     | Boris Covali            | 124    |

### Uitslag ronde 1
| Plaats | Land         | Taal       | Lied                | Punten |
| ------ | ------------ | ---------- | ------------------- | ------ |
| 1      | Rusland      | Russisch   | Romans. S ljoebovyj | 81     |
| 2      | Tadzjikistan | Tadzjieks  | Sangi-telefon       | 79     |
| 2      | Kazachstan   | Russisch   | Ljoebimaja          | 79     |
| 4      | Armenië      | Russisch   | Ty boedesj mojej''  | 70     |
| 4      | Kirgizië     | Kirgizisch | Kyz kerbez          | 70     |
| 6      | Oekraïne     | Russisch   | Podarki             | 59     |
| 7      | Wit-Rusland  | Russisch   | Ja begoe po zemle   | 52     |
| 8      | Azerbeidzjan | Russisch   | Oletajoe            | 45     |
| 9      | Turkmenistan | Turkmeens  | Kuşdepdi            | 43     |
| 10     | Letland      | Lets       | Saucu tevi          | 40     |
| 11     | Moldavië     | Russisch   | Boedesj zvat        | 23     |

### Uitslag ronde 2
| Plaats | Land         | Taal     | Lied                                   | Punten |
| ------ | ------------ | -------- | -------------------------------------- | ------ |
| 1      | Rusland      | Russisch | Sjazjite, devoesjki, podroezjke vasjej | 70     |
| 2      | Armenië      | Russisch | Dorogoj dlinnojoe                      | 69     |
| 3      | Tadzjikistan | Russisch | Tsvety pod snegom                      | 68     |
| 3      | Kirgizië     | Russisch | Molba                                  | 68     |
| 5      | Oekraïne     | Russisch | Moja zemlja                            | 60     |
| 6      | Kazachstan   | Russisch | Ne nado petsjalitsja                   | 58     |
| 7      | Azerbeidzjan | Russisch | Pozvoni                                | 55     |
| 8      | Wit-Rusland  | Russisch | Tam, gde klen sjoemit                  | 50     |
| 9      | Moldavië     | Russisch | Melankolie                             | 49     |
| 10     | Turkmenistan | Russisch | Nezjnost                               | 45     |
| 10     | Letland      | Russisch | O, soedba                              | 45     |

### Uitslag ronde 3
| Plaats | Land         | Taal             | Lied                               | Punten |
| ------ | ------------ | ---------------- | ---------------------------------- | ------ |
| 1      | Tadzjikistan | Engels           | Hero                               | 69     |
| 2      | Rusland      | Spaans           | Solo otra vez                      | 64     |
| 3      | Armenië      | Russisch         | Pamjati Karoezo                    | 60     |
| 4      | Kirgizië     | Engels en Spaans | La isla bonita                     | 57     |
| 4      | Letland      | Engels           | Milord                             | 57     |
| 6      | Oekraïne     | Engels           | My number one                      | 55     |
| 7      | Kazachstan   | Engels           | Sorry seems to be the hardest word | 52     |
| 7      | Moldavië     | Engels           | The great pretender                | 52     |
| 7      | Turkmenistan | Arabisch         | Habibi'                            | 52     |
| 10     | Wit-Rusland  | Engels           | I like to move it                  | 51     |
| 11     | Azerbeidzjan | Russisch         | Shimarik                           | 50     |

## Prijzen
- Grand Prix - Tachmina Niazova
- Eerste prijs - Kvatro en Razmik Armjan
- Tweede prijs - Olasnye svjazi, Almas Kisjkenbajev en Amber
- Derde prijs - The Champions, Boris Covali en Lachin Mammedova
- Juryprijs - Tachmina Niazova
- Persprijs - Kvatro
- Beste debuut van het jaar - Tadzjikistan
- Miss Intervisie - Lachin Mammedova
- Stadsprijs - Goelzanit Soerantsjieva
- Fonds van de GOS - Seyran

## Wijzigingen

Deelnemende landen
Landen die in het verleden deelgenomen hebben, en dit jaar afwezig zijn.

```
 
```

1965 · 1966 · 1967 · 1968 · 1977 · 1978 · 1979 · 1980 · 2008 · 2025